# Łacha (hydrologia)

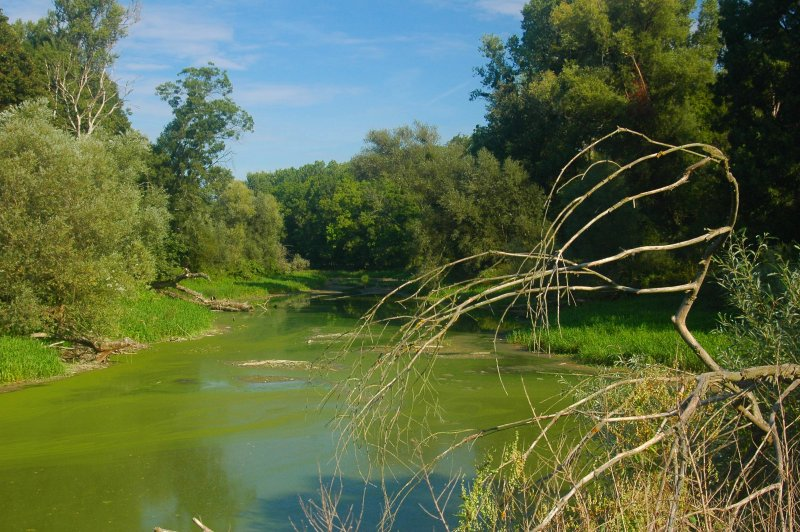
Łacha przy rzece Morawie na Słowacji

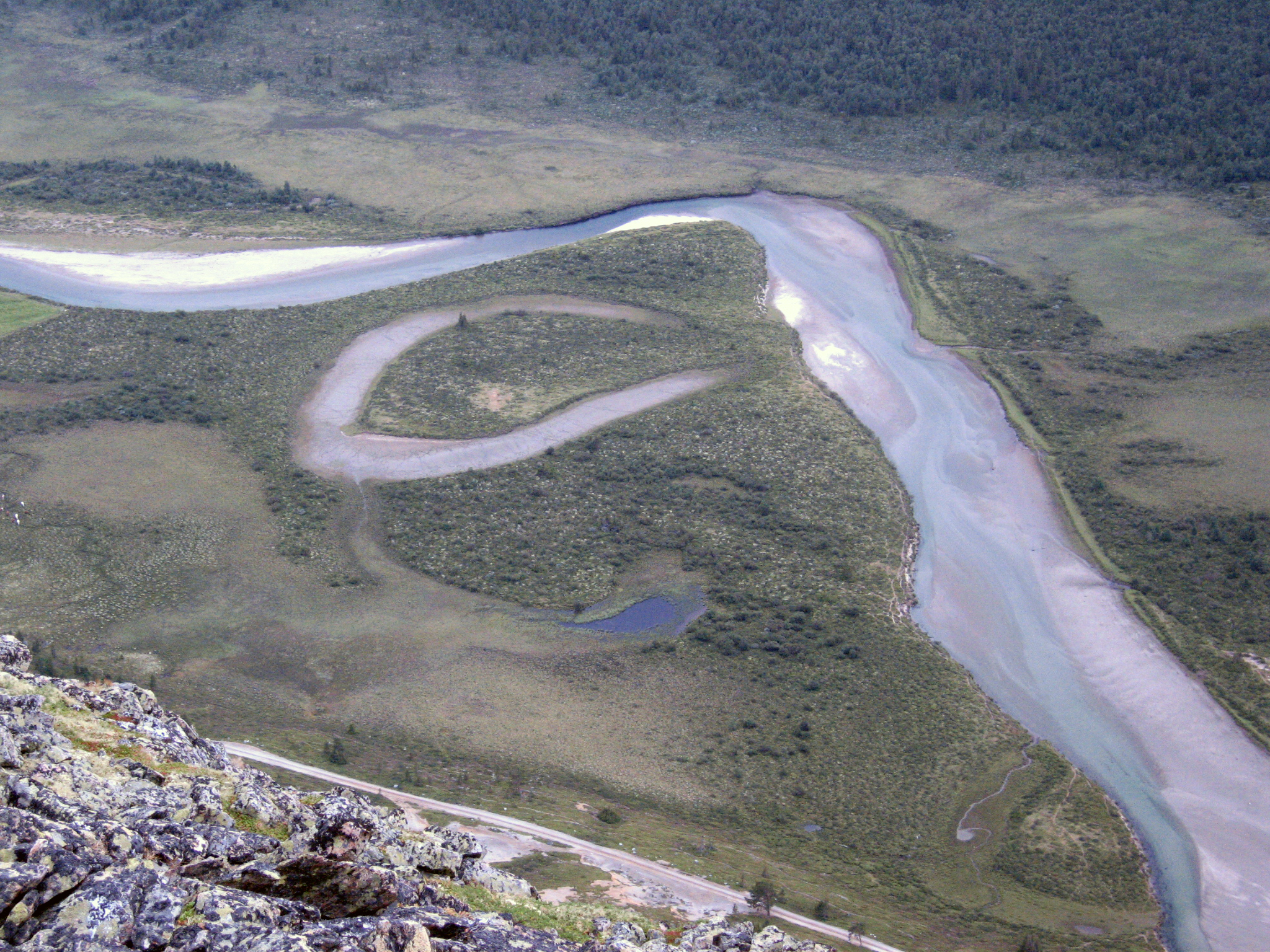
Łacha przy rzece Finna w Norwegii

Łacha – ramię boczne rzeki lub jej dawne koryto (starorzecze) wypełnione wodą stojącą i tworzące płytkie jezioro. Łachy często są zarośnięte i przeobrażają się w mokradło.